# Lâm Ngạn Tuấn
Lâm Ngạn Tuấn (giản thể: 林彦俊; phồn thể: 林彥俊, Tiếng Anh: Evan Lin, Bính âm Hán ngữ: Línyànjùn, sinh ngày 24 tháng 8 năm 1995) là một nam ca sĩ và diễn viên người Đài Loan hoạt động ở Trung Quốc đại lục. Năm 2018, Lâm Ngạn Tuấn tham gia show sống còn Idol Producer và thành công ra mắt cùng nhóm nhạc thần tượng Nine Percent. Suốt 18 tháng hoạt động với tư cách là thành viên của Nine Percent, anh cũng đã cho ra mắt nhiều bài hát solo. Vào năm 2021, Lâm Ngạn Tuấn đã ra mắt khán giả với vai trò diễn viên qua bộ phim Hóa Ra Em Rất Yêu Anh và Nhất Kiến Khuynh Tâm.

## Thời niên thiếu
Lâm Ngạn Tuấn sinh ngày 24 tháng 8 năm 1995 tại Hải Khẩu, Hải Nam, Trung Quốc. Anh có mẹ là người Giang Tây, bố là người Đài Loan. Từ khi còn nhỏ, Lâm Ngạn Tuấn đã có sở thích về âm nhạc, nhưng vì sự phản đối của gia đình, anh đã bỏ lỡ ước mơ của mình. Anh lớn lên ở Đài Nam, Đài Loan và học đại học tại Quảng Châu, Trung Quốc. Bởi vì tính chất công việc của bố, Lâm Ngạn Tuấn rất nhiều lần phải chuyển nơi ở quanh Đài Loan, Giang Tây, và Quảng Châu.

## Sự nghiệp

### Trước khi ra mắt
Lâm Ngạn Tuấn đã có một năm theo học chuyên ngành tiếng Anh tại Đại học Ngoại ngữ - Ngoại Thương, Quảng Đông. Anh đã thi đậu JYP Global Audition, sau đó được tuyển chọn làm thực tập sinh của JYP Entertainment tại Hàn Quốc. Tuy nhiên, anh đã từ chối lời mời của công ty. Lâm Ngạn Tuấn đã tạm dừng việc học của mình và đi hoàn thành 4 tháng nghĩa vụ quân sự bắt buộc tại Đài Loan. Vào năm 2016, anh ấy gia nhập TPI Entertainment (Thực tập sinh Đài Loan), nhưng sau một thời gian, Lâm Ngạn Tuấn đã rời công ty cùng các thực sinh MOB bởi vì sự quản lý tệ bạc của TPI.
Trải qua một thời gian, Lâm Ngạn Tuấn thi đậu audition và trở thành thực tập sinh của Trainee18 dưới trướng Banana Culture Entertainment (Giải Trí Hương Tiêu).

### 2018: Tham gia Idol Producer
Sau khi gia nhập Banana Culture Entertainment, vào đầu năm 2018, Lâm Ngạn Tuấn tham gia chương trình sống còn mang tên Idol Producer được sản xuất bởi iQIYI với mục đích thành lập một nhóm nhạc nam thần tượng. Trong vòng xếp lớp của Idol Producer, Lâm Ngạn Tuấn đã trình diễn bài hát Khiến thế giới huỷ diệt cùng các thực tập sinh khác của Banana. 
Lâm Ngạn Tuấn được các thực tập sinh bình chọn là “Thực tập sinh đẹp trai nhất” của Idol Producer. Anh luôn nằm trong top 9 ở các cuộc bình chọn trực tiếp tại trường quay, lần lượt xếp theo hạng 5, hạng 9, hạng 6.

#### Xếp hạng trong Idol Producer
|      | Tập 1 | Tập 2 | Tập 3 | Tập 4 (Vòng loại trừ 1) | Tập 6 | Tập 7 (Vòng loại trừ 2) | Tập 9 (Vòng loại trừ 3) | Tập 12 (Chung kết)   |
| ---- | ----- | ----- | ----- | ----------------------- | ----- | ----------------------- | ----------------------- | -------------------- |
| Hạng | 31    | 27    | 30    | 28 (622.535 phiếu)      | 19    | 22 (2.622.836 phiếu)    | 11 (2.410.729 phiếu)    | 5 (12.131.367 phiếu) |

#### Các phần thi đánh giá trong Idol Producer
| Vòng             | Bài hát                 | Vị trí            |
| ---------------- | ----------------------- | ----------------- |
| Xếp lớp          | Khiến thế giới huỷ diệt | Rap               |
| Đánh giá nhóm    | Mật mã Contra           | Rap               |
| Đánh giá vị trí  | Yêu em                  | Trưởng nhóm, Hát  |
| Đánh giá concept | Firewalking             | Trưởng nhóm, Hát  |
| Kết hợp với HLV  | Zero                    | Rap               |
| Đêm chung kết    | It’s okay               | Center, Hát chính |

### Thành công ra mắt cùng Nine Percent
- Ngày 6 tháng 4 năm 2018, trong chung kết của Idol Producer, Lâm Ngạn Tuấn đã xuất sắc đạt hạng 5 với 12.131.367 phiếu bình chọn và chính thức trở thành một mảnh ghép không thể thiếu của nhóm nhạc nam thần tượng Nine Percent.
- Ngày 12 tháng 11 năm 2018, 9 chàng trai Nine Percent đã phát hành album debut mang tên "To The Nines". Họ cũng đã thực hiện thêm nhiều fanmeeting khác nhau để gặp gỡ fan hâm mộ khắp Trung Quốc và còn cùng nhau tham gia các chương trình tạp kỹ.
- Ngày 26 tháng 9 năm 2019, Nine Percent phát hành album thứ hai của nhóm "More Than Forever", Lâm Ngạn Tuấn có một ca khúc solo trong album này mang tên "Like A Star".
- Ngày 6 tháng 10 năm 2019,  Nine Percent chính thức tốt nghiệp. Concert tốt nghiệp của nhóm đã diễn ra vào ngày 12 tháng 10 năm 2019.

### Hoạt động solo

#### Năm 2018: Ra mắt đĩa đơn đầu tiên, tham gia show
- Ngày 24 tháng 8, sau khi tich cực quảng bá cùng Nine Percent được một thời gian, Lâm Ngạn Tuấn đã phát hành đĩa đơn đầu tiên trong sự nghiệp ca hát của mình với bài hát "YOU" được chính anh viết lời và viết nhạc.
- Ngày 29 tháng 8, Studio của Lâm Ngạn Tuấn được thành lập.
- Cũng trong khoảng cuối năm 2018, anh còn xuất hiện trên nhiều tạp chí khác nhau, hợp tác với các thương hiệu cũng như tham gia các chương trình trải nghiệm thực tế. Cuối năm 2018, Lâm Ngạn Tuấn đã trở thành thành viên cố định của 2 chương trình trải nghiệm thực tế, "Căn Bếp Hoang Dã" được ghi hình khắp Trung Quốc và "Tiệm Hoa của Tỷ Tỷ" được ghi hình tại Florence, Ý.

#### Năm 2019: Có nhiều bước tiến hơn trong hoạt động solo
- Ngày 7 tháng 1, Lâm Ngạn Tuấn phát hành EP solo đầu tiên trong sự nghiệp mang tên "Imperfect Love (Vết Thương Vừa Lành)", EP có tổng cộng hai bài hát. Vết Thương Vừa Lành đã đạt được doanh thu hơn 5 triệu tệ (~18 tỷ VND) chỉ sau 28 giây phát hành, phá vỡ hơn 6 kỉ lục về doanh thu trên nền tảng nghe nhạc trực tuyến QQ Music.[4] Ngày 19 tháng 2, phát hành MV của Vết Thương Vừa Lành. EP solo đầu tiên của anh còn vinh hạnh đạt được hạng 4 trên Billboard China Social Music Chart.[5]
- Tháng 3, Lâm Ngạn Tuấn dành được giải thưởng Giải Kế thừa - Người đẹp của năm tại Cosmo Glam Night 2019, anh còn nhận được giải Ca sĩ mới xuất sắc khu vực Hồng Kông và Đài Loan, riêng EP Vết Thương Vừa Lành của anh cũng nhận được giải Ca khúc được yêu thích nhất khu vực Hồng Kông và Đài Loan tại lễ trao giải ERC CHINESE TOP TEN.
- Ngày 6 tháng 4, Lâm Ngạn Tuấn nhá hàng ảnh teaser cho EP solo thứ hai mang tên "Escape".
- Ngày 12 tháng 4, EP "Escape" chính thức phát hành với hai bài hát "Get Outta My Head" và "Over You". Lâm Ngạn Tuấn đều đã tham gia vào quá trình viết nhạc, viết lời cho cả hai bài.
- Ngày 23 tháng 8, Lâm Ngạn Tuấn phát hành đĩa đơn mới "(Đối thủ)". MV của Đối thủ được tung ra vào ngày 30 tháng 8 trên QQ Music và Youtube.

#### Năm 2020: Hoạt động âm nhạc lẫn phim ảnh
- Ngày 16 tháng 4, Lâm Ngạn Tuấn phát hành đĩa đơn mới "You Are So Beautiful", bài này là bản phối lại từ bài gốc của ca sĩ Mạc Văn Uý, Lâm Ngạn Tuấn đã tham gia vào phần phối lại hợp âm.
- Ngày 17 tháng 5, chính thức xác nhận Lâm Ngạn Tuấn sẽ tham gia bộ phim "Nhất Kiến Khuynh Tâm". Đây là lần đầu tiên anh thử sức với diễn xuất sau một khoảng thời gian trình diễn trên sân khấu với vai trò là ca sĩ Lâm Ngạn Tuấn.
- Ngày 20 tháng 5, phát hành bản nhạc phim đầu tiên của Lâm Ngạn Tuấn. Anh đã thể hiện bài hát "Sự Sắp Đặt Tuyệt Vời Nhất", và một bài khác mang tên "Hạ Chí" - Hát chung với ca sĩ Tiết Minh Viện. Hai bài đều là nhạc phim của Hạnh phúc trong tầm tay.
- Ngày 13 tháng 6, Lâm Ngạn Tuấn tham gia buổi khai máy khởi quay bộ phim "Nhất Kiến Khuynh Tâm" được sản xuất độc quyền bởi Youku. Lâm Ngạn Tuấn đảm nhận vai nam thứ Từ Quang Diệu, hay còn được gọi là Từ thiếu soái. Đây là một bộ phim dân quốc, anh đã trải qua 3 tháng quay phim giữa thời tiết rất nóng tại Hoành Điếm. Lâm Ngạn Tuấn đã tự mình thử sức với các cảnh quay khó mà không nhận sự giúp đỡ của diễn viên đóng thế. Sau 1 năm đóng máy, bộ phim chính thức lên sóng độc quyền trên Youku từ ngày 9 tháng 11 năm 2021 với 36 tập phim.
- Ngày 14 tháng 9, Lâm Ngạn Tuấn tham dự buổi khai máy khởi quay bộ phim "Hóa Ra Em Rất Yêu Anh" được sản xuất bởi iQIYI. Lâm Ngạn Tuấn đảm nhân vai nam chính đầu tay tên Tô Niệm Khâm, hay còn được biết đến là nhạc sĩ giấu mặt Nhất Kim. Tô Niệm Khâm là người khiếm thị, anh là một chàng trai tài giỏi và tốt bụng. Bộ phim lên sóng khán giả vào ngày 3 tháng 8 năm 2021, sau đó nhận được rất nhiều đánh giá tích cực từ phía khán giả. Hóa Ra Em Rất Yêu Anh cũng đã đạt được hạng 1 trên Rising Chart của nhà đài iQIYI ngay sau khi lên sóng. Hóa Ra Em Rất Yêu Anh đạt hạng 63 trong Top 100 Bộ phim truyền hình Trung Quốc đạt được sự hài lòng cao nhất của Huading Awards.[6] Vai nam chính Tô Niệm Khâm cũng xuất sắc xếp hạng 3 trong Top 20 nam diễn viên chính của phim truyền hình trong nước do người dùng của Douban bình chọn. Hiện tại bộ phim đã phát sóng xong.
- Ngày 13 tháng 10, Lâm Ngạn Tuấn hợp tác với ca sĩ Doja Cat và cho ra mắt bản tiếng Trung của bài hit Say So.
- Ngày 27 tháng 10, sau một khoảng thời gian dài chờ đợi của fan hâm mộ, cuối cùng Lâm Ngạn Tuấn cũng phát hành bài hát "Chờ Đợi Suốt Cả Mùa Đông" thuộc EP 1995. Đây là bài hát được Lâm Ngạn Tuấn giới thiệu đến fan khi còn hoạt động với Nine Percent, mãi đến năm 2020 bài hát mới được phát hành. Tuy nhiên, Sony Music đã thông báo là sẽ gỡ bài hát này khỏi các nền tảng nghe nhạc trực tuyến vì vấn đề trùng khớp lời bài hát. Lâm Ngạn Tuấn không tham gia ghi lời.[7]
- Ngày 4 tháng 12, Lâm Ngạn Tuấn tham dự sự kiện GQ 2020 MEN OF THE YEAR CEREMONY diễn ra tại Thượng Hải.
- Ngày 6 tháng 12, Studio thông báo Lâm Ngạn Tuấn sẽ không tham dự lễ trao giải Boom Boom tại Thượng Hải vì lí do sức khỏe [8]. Kể từ cuối năm 2020 đến cuối năm 2021, Lâm Ngạn Tuấn không xuất hiện trước công chúng mà chỉ thỉnh thoảng cập nhật về các sản phẩm âm nhạc và phim ảnh mới trên mạng xã hội Weibo và Instagram.

#### Năm 2021: Nghỉ ngơi và phát hành nhạc tặng fan
- Ngày 5 tháng 8, Lâm Ngạn Tuấn phát hành bài hát "Cách Nghỉ Ngơi (Turn Off)". Cách Nghỉ Ngơi đã xuất sắc đạt được hạng 1 "Bảng nhân khí đỉnh cao" tuần 32 năm 2021 của QQ Music. Tổng giá trị nhân khí đến thời điểm hiện tại đạt được danh hiệu đơn khúc hoàng kim. Trên nền tảng nghe nhạc Kugou Music, Cách Nghỉ Ngơi có lượng tương tác phá 77000 lượt, trở thành bài hát có lượng tương tác Top 1 tính từ đầu năm đến thời điểm hiện tại.
- Ngày 12 tháng 8, phát hành bản nhạc phim "Hóa Ra Anh Rất Yêu Em" của bộ phim do Lâm Ngạn Tuấn đóng vai chính.
- Ngày 14 tháng 9, sau một khoảng thời gian dài chờ đợi, Studio thông báo Lâm Ngạn Tuấn sẽ phát hành ca khúc mới mang tên "Lost (Giữa lúc bay lượn và đánh mất phương hướng)".
- Ngày 16 tháng 9, chính thức phát hành Lost trên các nền tảng âm nhạc Trung Quốc và quốc tế. Đây là hành trình Lâm Ngạn Tuấn tự tìm kiếm và đối thoại với bản thân, cũng là quá trình mà anh dùng âm nhạc như một loại ngôn ngữ để truyền tải cái nhìn sâu sắc của mình đến thế giới. Lấy sự lưu hành, phổ biến để giãi bày, dùng âm nhạc mang tính tự do và tùy ý, ngẫu hứng để bày tỏ, phơi bày sự chill out tĩnh lặng của ca khúc này. Sự thay thế của chất lượng âm thanh độc đáo, khiến cho người nghe bị cuốn vào thế giới âm nhạc riêng biệt của Lâm Ngạn Tuấn. Lời bài hát Lost được chính Lâm Ngạn Tuấn tham gia vào quá trình viết lời, hợp tác sản xuất với The Rose, Tat Tong và Joe Bozzi. Ca khúc mới được lồng ghép vào tiếng piano nhẹ nhàng, cảm nhận đầu ngón tay lướt nhẹ trên những phím đàn, khiến cho ta bất giác lắng đọng trong những giây phút xốc nổi, bốc đồng. Lâm Ngạn Tuấn đang mổ xẻ, phân tích và hồi tưởng lại bản thân trong hành trình vừa qua, và dù có đang đổ mồ hôi hay đang dừng lại nghỉ ngơi thì những điều đấy cũng thật sự trân quý. Lost cũng đạt hạng 1 Bảng đột phá trên QQ Music. Lost đạt hạng 1 bảng xếp hạng Itunes tại Việt Nam trong nhiều giờ.
- Sony Music thông báo là Lâm Ngạn Tuấn vẫn còn 1 bài hát nữa chuẩn bị phát hành (Album 3 bài, đã phát hành Cách nghỉ ngơi và Lost).

#### Năm 2022: Chính thức trở lại sau hơn một năm vắng bóng
- Ngày 8 tháng 2, email công việc chính thức của Lâm Ngạn Tuấn và Phòng làm việc được thay đổi, mở đầu cho việc thông báo sẽ trở lại sớm trong thời gian tới.
- Ngày 9 tháng 3, Lâm Ngạn Tuấn đăng tải lên mạng xã hội Weibo một video với tiêu đề là "Tớ sẽ không rời xa cậu nữa/ I won't leave you again". Ngay lập tức, video đã làm dậy sóng fan hâm mộ và những khán giả khác vì nội dung mà Lâm Ngạn Tuấn truyền tải chính là việc anh đã tích cực trải nghiệm cuộc sống suốt thời gian qua và đã sẵn sàng để trở lại với diện mạo tốt hơn.
- Cũng vào ngày 9 tháng 3, Video "I won't leave you again". và hashtag "Lâm Ngạn Tuấn cuối cùng cũng đã trở lại" đi thẳng lên hạng 1 Hotsearch Weibo.
- Ngày 30 tháng 3, Lâm Ngạn Tuấn thông báo phát hành bài hát mới.
- Ngày 31 tháng 3, Lâm Ngạn Tuấn chính thức trở lại với bài hát mới có tựa đề mang tên "Stay No More (别待了)".[liên kết hỏng] Đây bài cuối cùng của series “Bộ ba ca khúc quay trở lại”, tựa đề bài hát mang ý nghĩa “sắp xếp và tìm kiếm lại”, cũng như chôn sâu sự kiên trì bền bỉ và cả chính bản thân mình. Ý tứ của “Stay No More” không chỉ kiên định và dứt khoát, quyết đoán và gọn gàng mà hơn hết đó còn là thành ý trân trọng “sự thuần khiết” của bản thân.
- Đối với "Stay No More (别待了)".[liên kết hỏng], Lâm Ngạn Tuấn còn muốn thể hiện, “sự thuần khiết” của việc cống hiến nghiêm túc 100%. Anh đã thử thách hát những nốt cao liên tục, càng bất ngờ hơn, anh ấy còn thể hiện năng khiếu ca hát và sự tìm tòi, yêu thích trong âm nhạc, không ngừng vượt lên chính mình.
- "Stay No More (别待了)".[liên kết hỏng] nhận được đông đảo sự yêu thích của fan hâm mộ và nhiều khán giả yêu âm nhạc tại Việt Nam và các nước khác. Cụ thể, chỉ sau hai tiếng phát hành, bài hát đã đạt hạng 1 Itunes Việt Nam, hạng 1 bảng đột phá trên trang nghe nhạc QQ Music, dẫn đầu xu hướng Apple Music C-pop trong tuần, hạng 7 bảng xếp hạng Youni của Tencent Music chỉ với thành tích của ngày 31 tháng 3.
- Ngày 2 tháng 4, ngày Thế giới nhận thức về tự kỷ, Lâm Ngạn Tuấn góp mặt trong dự án đặc biệt về âm nhạc yêu thương thuộc chương trình công ích “Nếu như âm nhạc có hình dáng” của Tencent Music năm 2022.
- Ngày 7 tháng 4, Lâm Ngạn Tuấn đã mở khoá thành công hợp đồng quảng cáo đầu tiên sau hơn một năm vắng bóng. Anh ấy đã hợp tác với thương hiệu nổi tiếng toàn cầu Tom Ford Beauty để quảng bá toàn diện sản phẩm mới, đó là dòng son TF 52 Naked Rose. Trong vòng chưa đầy 24h, son môi do Lâm Ngạn Tuấn quảng cáo đã giúp doanh số bán hàng của Tom Ford Beauty tăng vọt từ 4000+ lên 8000+, trực tiếp đứng đầu bảng xếp hạng son môi có lượng tiêu thụ hot với doanh số bán hàng đạt đến 1,6 triệu NDT (Hơn 5,7 tỷ VND).
- Ngày 18 tháng 4, Lâm Ngạn Tuấn đã hợp tác với thương hiệu thời trang nổi tiếng FENDI để quảng bá bộ sưu tập thời trang Xuân Hè của FENDI 2022 kết hợp với balo mini của Fendiness và giày chạy bộ FENDI Flow.
- Ngày 1 tháng 6, Lâm Ngạn Tuấn trở thành đại sứ thương hiệu đầu tiên của thương hiệu chăm sóc da REN Clean Skincare.
- Ngày 14 tháng 6, Lâm Ngạn Tuấn xác nhận góp mặt vào vở nhạc kịch Tôi Chờ Em Ở Tận Cùng Của Thời Gian (我在时间尽头等你, nguyên tác Trịnh Chấp) với vai nam chính Lâm Cách. Đây là lần đầu tiên anh thử sức với mảng nhạc kịch sau hơn 4 năm ra mắt công chúng. Thời gian dự kiến diễn ra vở kịch nằm trong đầu tháng 8 năm 2022 tại thủ đô Bắc Kinh.
- Lâm Ngạn Tuấn vẫn đang chăm chỉ hoạt động ở mảng âm nhạc, diễn xuất và thời trang. Ngoài ra, anh cũng thường xuất hiện trên các mạng xã hội như là Xiaohongshu, Weibo và Instagram để tương tác cùng fan.

## Sản phẩm âm nhạc

#### Extended play
| Tên EP         | Ngày phát hành | Bài hát                        | Tên tiếng Trung | Ghi chú                                                                                            |
| -------------- | -------------- | ------------------------------ | --------------- | -------------------------------------------------------------------------------------------------- |
| Imperfect Love | 7/1/2019       | - Vết Thương Vừa Lành - You    | 刚好的伤口      | Có phát hành cả MV                                                                                 |
| ESCAPE         | 12/4/2019      | - Get Outta My Head - Over You | -               | Tham gia sáng tác                                                                                  |
| 1995           | 27/10/2020     | - Chờ Đợi Suốt Cả Mùa Đông     | 等待整个冬天    | Đã gỡ khỏi các nền tảng nghe nhạc trực tuyến Lưu trữ ngày 20 tháng 11 năm 2021 tại Wayback Machine |

#### Single
| Bài hát              | Tên tiếng Trung  | Ngày phát hành | Ghi chú                                             |
| -------------------- | ---------------- | -------------- | --------------------------------------------------- |
| You                  | -                | 19/10/2019     | Sau này được phát hành trong EP Vết Thương vừa lành |
| Đối Thủ (Competitor) | 对手             | 23/8/2019      | Có MV, Lâm Ngạn Tuấn tham gia diễn xuất             |
| You Are So Beautiful | -                | 16/4/2020      | Tham gia phối lại hợp âm                            |
| Turn Off             | 休息之道         | 5/8/2021       | Tham gia viết lời, hòa âm                           |
| Lost                 | 在飞翔与迷失之间 | 16/9/2021      | Tham gia viết lời, hòa âm                           |
| 'Stay No More        | 别待了           | 31/3/2022      | Tham gia viết lời, hòa âm                           |

#### Album
| Tên Album           | Bài hát     | Ngày phát hành | Cùng         | Ghi chú                                                           |
| ------------------- | ----------- | -------------- | ------------ | ----------------------------------------------------------------- |
| ' More Than Forever | Like A Star | 13/10/202      | Nine Percent | Bài hát solo trong album tốt nghiệp, tham gia viết lời, viết nhạc |

#### Nhạc phim
| Bài hát                   | Tên tiếng Trung | Ngày phát hành | Phim                    | Ghi chú                                |
| ------------------------- | --------------- | -------------- | ----------------------- | -------------------------------------- |
| Sự sắp đặt tuyệt vời nhất | 最好的安排      | 20/5/2020      | Hạnh Phúc Trong Tầm Tay | Bản nhạc phim đầu tiên trong sự nghiệp |
| Hạ Chí                    | 盛夏            | 20/5/2020      | Hạnh Phúc Trong Tầm Tay | Hát cùng ca sĩ Tiết Minh Viện          |
| Hóa Ra Anh Rất Yêu Em     | 原来我很爱你    | 12/8/2021      | Hóa Ra Em Rất Yêu Anh   | Nhạc phim cho bộ nam chính đầu tay     |
| Gặp Được Em               | 遇到你          | 19/7/2021      | Hóa Ra Em Rất Yêu Anh   | Hát cùng diễn viên Vạn Bằng            |

#### Collaboration
| Bài hát | Ngày phát hành | Hát cùng | Ghi chú                   |
| ------- | -------------- | -------- | ------------------------- |
| Say So  | 13/10/202      | Doja Cat | Phát hành bản tiếng Trung |

## Sản phẩm phim ảnh

#### Phim truyền hình
| Phát sóng | Tên tiếng Việt                      | Tên tiếng Trung | Tên tiếng Anh | Vai diễn      | Bạn diễn                        | Nhà đài | Ghi chú   |
| --------- | ----------------------------------- | --------------- | ------------- | ------------- | ------------------------------- | ------- | --------- |
| 3/8/2021  | Hóa Ra Em Rất Yêu Anh               | 原来我很爱你    | Crush         | Tô Niệm Khâm  | Vạn Bằng                        | iQIYI   | Nam chính |
| 9/11/2021 | Nhất Kiến Khuynh Tâm/Vừa Gặp Đã Yêu | 一见倾心        | Fall In Love  | Từ Quang Diệu | Trần Tinh Húc, Trương Tịnh Nghi | Youku   | Nam thứ   |

## Nhạc kịch
| Ngày công bố | Tên tiếng Việt                      | Tên tiếng Trung  | Tên tiếng Anh    | Vai diễn | Thời gian diễn ra      | Địa điểm tổ chức                         | Đơn vị tổ chức                                     | Ghi chú   |
| ------------ | ----------------------------------- | ---------------- | ---------------- | -------- | ---------------------- | ---------------------------------------- | -------------------------------------------------- | --------- |
| 14/6/2022    | Tôi Chờ Em Ở Tận Cùng Của Thời Gian | 我在时间尽头等你 | Love Beyond Time | Lâm Cách | 10/8/2022 và 12/8/2022 | Trung tâm nghệ thuật Thiên Kiều Bắc Kinh | Công ty TNHH truyền thông văn hóa Mailive Bắc Kinh | Nam chính |

## Các chương trình đã tham gia sau khi ra mắt

#### Thành viên cố định
| Phát sóng | Chương trình                                  | Tên Tiếng Trung | Nhà đài   | Địa điểm                  | Ghi chú                                                                         |
| --------- | --------------------------------------------- | --------------- | --------- | ------------------------- | ------------------------------------------------------------------------------- |
| 6/2018    | Hoa Lộ Chi Lữ                                 | 花路之旅        | iQIYI     | Thành phố Los Angeles, Mỹ | Show thực tế của Nine Percent sau khi ra mắt                                    |
| 10/2018   | Căn Bếp Hoang Dã                              | 野生廚房        | Hồ Nam TV |                           | Trải nghiệm thực tế cùng Uông Hàm, Khương Nghiên, Lý Đản                        |
| 12/2018   | Tiệm Hoa Của Tỷ Tỷ                            | 小姐姐的花店    | iQIYI     | Florence, Ý               | Trải nghiệm thực tế cùng Tiểu S (Từ Hy Đệ), Tống Giai, Âu Dương Na Na, Tiểu Quỷ |
| 6/2019    | This is Banana (Buổi biểu diễn của chúng tôi) | 我们的演唱会    | iQIYI     |                           |                                                                                 |
| 11/2019   | Ký Ức Hạn Định                                | 限定的记忆      | iQIYI     |                           | Xuất hiện tập 1, 8, 10                                                          |

#### Khách mời
| Phát sóng | Chương trình               | Tên Tiếng Trung | Nhà đài        | Ghi chú                    |
| --------- | -------------------------- | --------------- | -------------- | -------------------------- |
| 6/2018    | Khoái Lạc Đại Bản Doanh    | 快乐大本营      | Hồ Nam TV      | Tham gia cùng Nine Percent |
| 6/2018    | Keep Running 2             | 奔跑吧兄弟      | Chiết Giang TV | Tham gia cùng Nine Percent |
| 7/2018    | Cao năng thiếu niên đoàn 2 | 高能少年团      | Chiết Giang TV | Ghi hình ở Thái Lan        |
| 10/2018   | Guten Guten Banana         | 咕噔咕噔Banana  | iQIYI          | Xuất hiện tập 1-5          |
| 10/2018   | Idol Hits                  | 中国音乐公告牌  | iQIYI          | Lần đầu trình diễn You     |
| 10/2018   | Idol Hits                  | 中国音乐公告牌  | iQIYI          | Tham gia cùng Nine Percent |
| 2/2019    | Khoái Lạc Đại Bản Doanh    | 快乐大本营      | Hồ Nam TV      |                            |
| 3/2019    | Thiên Thiên Hướng Thượng   | 天天向上        | Hồ Nam TV      |                            |
| 2/2020    | Căn bếp hoang dã 2         | 野生廚房        | Hồ Nam TV      | Tập 12                     |
| 3/2020    | Khoái Lạc Đại Bản Doanh    | 快乐大本营      | Hồ Nam TV      |                            |
| 5/2020    | Khoái Lạc Đại Bản Doanh    | 快乐大本营      | Hồ Nam TV      |                            |

## Các tạp chí đã xuất hiện
| Năm  | Tháng | Tạp chí                                                | Ghi chú                                     |
| ---- | ----- | ------------------------------------------------------ | ------------------------------------------- |
| 2018 | 05    | BAZAAR                                                 | Cùng Vưu Trưởng Tĩnh, Lục Định Hạo          |
| 2018 | 06    | 红秀GRAZIA - Ấn bản số 360                             | Cùng Nine Percent                           |
| 2018 | 07    | NYLON尼龙                                              | Cùng Nine Percent                           |
| 2018 | 08    | 时尚先生Esquire                                        | Cùng Vưu Trưởng Tĩnh, Vương Tử Dị, Tiểu Quỷ |
| 2018 | 08    | ELLEMEN TÂN THANH NIÊN 时尚大片                        | Cùng Vương Tử Dị và Tiểu Quỷ                |
| 2018 | 08    | YOHO!GIRL                                              | Bìa đơn solo đầu tiên                       |
| 2018 | 09    | COSMO Cánh cửa thần kì                                 | Bìa đơn                                     |
| 2018 | 09    | Tạp chí điện tử BAZAAR                                 | Bìa đơn                                     |
| 2018 | 09    | Tạp chí điện tử K-MEDIA                                | Bìa đơn                                     |
| 2018 | 10    | Elle Idol New York                                     | Bìa đơn                                     |
| 2018 | 10    | Tuần San Giải Trí Nam Đô                               | Bìa đơn                                     |
| 2018 | 11    | BAZAAR MEN                                             | Bìa đơn                                     |
| 2018 | 11    | LIFESTYLE                                              | Bìa đơn                                     |
| 2018 | 11    | 精彩OK                                                 | Bìa đơn                                     |
| 2018 | 12    | Madame Figaro                                          | Bìa đơn                                     |
| 2018 | 12    | Thời Trang COSMO Kinh Thánh Tươi Đẹp                   | Bìa đơn                                     |
| 2019 | 01    | V Magazines                                            | Bìa đơn                                     |
| 2019 | 01    | YOHO! GIRL                                             | Bìa đơn                                     |
| 2019 | 02    | ELLE                                                   | Bìa đơn                                     |
| 2019 | 02    | VOGUEme                                                | Bìa đơn                                     |
| 2019 | 02    | Marie Claire                                           | Bìa đơn                                     |
| 2019 | 02    | ELLE                                                   | Bìa đơn                                     |
| 2019 | 02    | L'OFFICIEL                                             | Bìa đơn                                     |
| 2019 | 03    | QTheMusic                                              | Bìa đơn                                     |
| 2019 | 04    | DAZED KOREA                                            | Bìa đơn, xuất bản tại Hàn Quốc              |
| 2019 | 04    | ELLEMEN Tân Thanh Niên                                 | Bìa đơn                                     |
| 2019 | 04    | MILK                                                   | Bìa đơn, xuất bản tại Hồng Kông             |
| 2019 | 04    | Thời Trang Ya                                          | Bìa đơn                                     |
| 2019 | 05    | Phong cách quý ông Leon Young                          | Bìa đơn                                     |
| 2019 | 05    | InStyle Magazines                                      | Bìa đơn                                     |
| 2019 | 10    | Tạp chí ảnh cuối tuần, ấn bản 1086 phát hành trực tiếp | Trang bìa đơn                               |
|      | 12    | Bazaar Jewelry                                         | Bìa đơn                                     |
| 2020 | 04    | NYLON Magazines                                        | Bìa đơn                                     |
| 2020 | 05    | BEIJING YOUTH WEEKLY                                   | Bìa đơn                                     |
| 2020 | 09    | Wonderland. M                                          | Bìa đơn                                     |
| 2020 | 10    | KIKS                                                   | Bìa đơn                                     |
| 2020 | 11    | KIND Magazine                                          | Bìa đôi cùng ca sĩ Anne Marie               |

## Hợp tác thương hiệu cá nhân
| Tên thương hiệu      | Vị trí                                                        |
| -------------------- | ------------------------------------------------------------- |
| Elizabeth Arden      | Bạn thân thương hiệu                                          |
| Senka - 珊珂         | Bạn thân thương hiệu                                          |
| Panasonic Beauty     | Đại sứ thương hiệu khu vực Trung Quốc                         |
| Martiderm Ampoules   | Người phát ngôn đầu tiên                                      |
| Philosophy           | Người phát ngôn đầu tiên                                      |
| Charles & Keith Bags | Hợp tác quảng cáo sản phẩm                                    |
| Estee Lauder         | Bạn thân dòng sản phẩm hoa anh đào                            |
| Innisfree Lipsticks  | Đại sứ dòng son môi                                           |
| 3CE                  | Người trải nghiệm thương hiệu đầu tiên tại khu vực Trung Quốc |
| YSL Lipsticks        | Bạn thân thương hiệu                                          |
| Chopard Perfume      | Bạn thân thương hiệu                                          |
| Honor Watches        | Được mời sang tham dự tuần lễ thời trang ở Milan              |
| Boucheron            | Bạn thân thương hiệu                                          |
| Clear Shampoo        | Đại sứ thương hiệu                                            |
| Missha Cushion       | Đại sứ nhân khí                                               |
| Superga              | Đại sứ thương hiệu đầu tiên khu vực Trung Quốc                |
| GLAMGLOW             | Người phát ngôn khu vực Trung Quốc                            |
| Longchamp            | Đại sứ dòng sản phẩm thời trang nam                           |
| Clé de Peau Beauté   | Ngôi sao giới thiệu                                           |
| Miranda Drink        | Đại sứ thương hiệu                                            |
| Schweppes            | Đại sứ thương hiệu                                            |
| Descente             | Đại sứ ấm áp                                                  |
| Tom Ford Beauty      | Hợp tác quảng cáo sản phẩm                                    |
| FENDI                | Hợp tác quảng cáo sản phẩm                                    |
| REN Clean Skincare   | Đại sứ thương hiệu đầu tiên khu vực Trung Quốc                |

## Giải thưởng và đề cử
| Thời gian | Giải thưởng         | Hạng mục                                                                           | Kết quả   |
| --------- | ------------------- | ---------------------------------------------------------------------------------- | --------- |
| 2019      | Cosmo Glam Night    | Kế thừa - Người đẹp của năm                                                        | Đoạt giải |
| 2019      | ERC CHINESE TOP TEN | Ca sĩ mới xuất sắc khu vực Hồng Kông và Đài Loan                                   | Đoạt giải |
| 2019      | ERC CHINESE TOP TEN | Ca khúc được yêu thích nhất khu vực Hồng Kông và Đài Loan - EP Vết Thương Vừa Lành | Đoạt giải |
| 2020      | Boom Boom Award     | Ngôi sao trẻ của năm                                                               | Đoạt giải |
| 2020      | Sohu Fashion Awards | Ngôi sao nổi tiếng của năm                                                         | Đề cử     |